# Marcia Torres
Pour les articles homonymes, voir Torres.
Marcia Torres (de son nom complet Marcia Alejandra Torres Mostajo, née en 1949 et morte en 2011) est la première personne à bénéficier d’une chirurgie de réattribution sexuelle en Amérique latine. Torres fonde une entreprise de coiffure à Antofagasta, au Chili, avant de découvrir le succès de l'opération de Christine Jorgensen en matière de correction sexospécifique et le travail pionnier au Chili mené par Antonio Salas Vieyra et Osvaldo Quijada sur la sexualité. Entrant en contact avec Salas et Quijada et après avoir été examiné par des experts médicaux, Torres bénéficie de la procédure en mai 1973.
Après son opération, Torres devient une star du cabaret, se produisant en tant que meneuse de revue dans des clubs au Chili et à l'étranger, avant de retourner dans sa ville natale et de reprendre sa carrière de styliste. Son histoire est illustrative de l'évolution des discours sur le genre et la sexualité, ainsi que sur les débats sur le droit de l'identité et les droits fondamentaux des citoyens LGBT.

## Jeunesse
Alberto Arturo Torres Mostajo est né en 1950 à Antofagasta, au Chili. La mère de Torres, Fresia Mostajo, est une femme au foyer et son père est un mineur et membre du syndicat des mines de cuivre. Enfant aîné et seul garçon, avec deux sœurs plus jeunes, Torres joue avec les poupées de ses sœurs, qu'elle aime coiffer. Vers 12/13 ans, Torres se rend compte que l'image de son corps dans son esprit ne correspond pas à son apparence physique. Parlant de cette époque dans une interview de 2007, Torres déclare que c'était très complexe car, même si elle se savait homosexuelle, elle voulait que ses seins se développent, que ses hanches s'élargissent et que ses cheveux deviennent longs.
Élève du Liceo de Hombres à Antofagasta, Torres le quitte avant la fin de sa scolarité en 1965 à cause des brimades de ses camarades. Elle souhaitait étudier la coiffure, mais son père insiste pour envoyer Torres en formation militaire, ce à quoi sa mère s'oppose. Pour poursuivre ses études, Torres lit des magazines et des journaux dans la vaste bibliothèque de son père. En 1968, elle lit un article dans le Reader's Digest au sujet de Christine Jorgensen, une Américaine qui avait subi une opération de réattribution sexuelle au Danemark,,. Grâce à l'article, Torres apprend que Jorgensen a subi un traitement par œstrogènes en préopératoire et qu'elle commença à s'auto-administrer à fortes doses de contraceptifs, obtenus avec l'aide d'une sœur plus jeune,. Torres commence à utiliser le nom de Marcela, le même nom que l'une de ses sœurs, dont elle utilise aussi souvent les papiers d'identité.

## Carrière
À l’âge de dix-sept ans, Torres développe sa clientèle pour son commerce des cheveux et a acquis une réputation pour son habileté en matière de coloration des cheveux. Elle commence également à rencontrer d'autres homosexuels et à organiser des fêtes clandestines où celles qui le veulent peuvent s'habiller en femmes. Un jour, un de ses ami amène un styliste à une de ces soirées. Ce dernier travaille avec le Blue Ballet, une troupe de danseurs exclusivement travestis ou drag. La compagnie, à laquelle appartient Candi Dubois, se produit dans des villes minières et à la célèbre Bim Bam Bum Revue (es) à Santiago,. Le styliste, qui fabrique généralement les perruques pour le ballet, tombe malade et reste à Santiago. Le client a besoin que les perruques des danseuses soient peignées et coiffées de manière urgente pour un spectacle le lendemain et montrent à Torres des images de ce qui est nécessaire. Travaillant de 5 à 17 heures, Torres termine les 15 perruques à temps.
La troupe de danse est satisfaite du travail accompli et leur engagement à Antofagasta est prolongé. Lorsque la troupe se prépare à partir, elle invite Torres à les accompagner à Calama pour un engagement d'un mois. À la fin du spectacle, Torres est finalement invitée à se joindre à eux pour une tournée à travers la Bolivie et le Pérou. Comme elle est encore mineure, la mère de Torres convainc son mari de signer une autorisation lui permettant de rejoindre le Blue Ballet. Torres retourne à Antofagasta en 1970 et l'année suivante, elle lit un article de journal sur l'urologue Antonio Salas Vieyra, qui étudie la possibilité de procéder à une opération chirurgicale pour modifier le sexe. Salas et Osvaldo Quijada fondent la Société chilienne de sexologie anthropologique à la fin des années 60 dans l'espoir d'utiliser cette opération pour aider les personnes souffrant d'un trouble de l'identité,. Torres échange des lettres avec Quijada et Salas expliquant son désir de subir l'intervention chirurgicale,. Accompagnée de sa mère, Torres se rend à Santiago et subit une série d'examens physiques, psychiatriques et psychologiques administrés par des médecins du personnel médical de l'Université du Chili. On lui diagnostique un pseudohermaphrodisme ce que l'hebdomadaire chilien Vea (magazine) (es) explique par le fait que Torres est génétiquement masculin mais psychiquement féminin.
Une fois que les médecins ont autorisé M. Torres à subir l'opération, des avocats sont consultés pour déterminer s'il existe des obstacles juridiques. Comme aucune loi spécifique ne traite des modifications génitales chirurgicales au Chili à ce moment-là, il est décidé qu'un juge aura le pouvoir discrétionnaire de statuer sur toute affaire soumise à la cour concernant une modification du sexe. Pendant la présidence de Salvador Allende, il existe également une lacune dans le code juridique qui permet aux gens de changer de nom si leur nom diminue leur identité ("menoscabara su identidad"). La loi n°17 344 du 22 septembre 1970 autorise le changement de nom si le nom actuel créé une déficience matérielle ou morale, afin de corriger une affiliation inconnue auparavant ou dans les cas où la personne est connue sous un nom autre que celui qui apparaît sur les documents officiels depuis plus de cinq ans. Si un tribunal approuve le changement, la loi exige la publication au Journal officiel de la notification des noms et prénoms actuels. Après publication, un délai d'attente de trente jours permet à un tiers de s'opposer au changement avant que le nom ne soit officialisé.
En mars 1973, Torres bénéficie d’une chirurgie de réattribution sexuelle à l'hôpital San Borja Arriarán de Santiago,. La procédure est dirigée par Salas et le médecin opérant est le Dr Cáceres. C'est la première opération de ce type pratiquée en Amérique latine. Après avoir eu son opération, Torres demande au tribunal le 21 mai 1973 que ses documents soient modifiés sur la base d’une déficience matérielle, son sexe biologique ne correspondant plus à ses papiers d’identité,. Le 5 décembre 1973, le tribunal ordonne la publication de sa demande de changement de nom et de marque de genre qui est publiée dans le Journal officiel le 2 mai 1974. À la suite de cette publication, une large couverture de l'actualité est donnée à l’événement et des articles sur la sexualité sont publiés dans des revues juridiques, médicales et psychiatriques, évaluant la procédure et préconisant la catégorisation, la classification et l’éducation en matière de sexualité.
Après le coup d'État de 1973, la dictature d'Augusto Pinochet commence à adopter des politiques qui criminalisent et marginalisent les activités de la communauté LGBT, augmentant ainsi la stigmatisation sociale et l'insécurité au sein de sa population, leur déniant l'accès aux soins et à l'éducation par la santé. L'article 365 du code pénal prévoit des sanctions pour des relations entre personnes de même sexe (spécifiquement les relations entre hommes) et l'article 373 prévoit des sanctions pour les irrégularités morales contraires aux valeurs catholiques et affirment ainsi la famille hétérosexuelle comme modèle sociétale. Au début de la dictature, le régime et la presse décrit la chirurgie de réattribution sexuelle comme un moyen de réglementer les espaces publics, car de nombreuses personnes LGBT sont engagées dans le divertissement sexuel et les divertissements nocturnes, ce qui permet en fait aux gens de quitter une identité illégale à vers une identité légale. Avant 1977, il y a cinq autres cas de personnes transgenres ayant obtenu une intervention chirurgicale de réassignation et un changement de nom, publiés au Journal officiel.
Malgré les difficultés, au cours des dix années suivantes, de nombreuses chirurgies et traitements supplémentaires permettent à Torres de mener à bien sa transition,. Son ami, Pedro Lemebel, déclare qu'elle est traitée comme un cobaye pour des expériences médicales,. En 1975, Torres travaille en tant que meneuse de revue obtenant le statut d’étoile au Bim Bam Bum et au Teatro Picaresque de Santiago et aux clubs El Dorado et El Crazy d’Antofagasta. Elle voyage à travers l'Europe et visite l'Égypte pour voir les pyramides. Elle travaille plusieurs saisons au Brésil et en Espagne avant de retourner travailler dans son salon de coiffure à Antofagasta.

## Mort et héritage
Torres meurt le 8 janvier 2011 à Antofagasta et ses cendres sont dispersées à La Portada. La vie de Torres est une fenêtre sur l'évolution des discours sur le genre et la sexualité, ainsi que sur des débats sur le droit de l'identité et les droits fondamentaux des citoyens LGBT. Comme il n'y a toujours pas de loi (en 2018) au Chili régissant la transition des chiliens transgenres, ils doivent toujours faire usage des dispositions de la loi 17 344. La plupart d'entre eux ont recours à la recherche de témoins capables d'attester qu'ils utilisent un nom différent de celui qui figure sur leurs documents officiels depuis cinq ans. L'histoire de Torres est un élément fondamental important dans la lutte des organisations non gouvernementales pour faire adopter une nouvelle loi sur l'identité de genre au Chili, qui supprimerait la transidentité de la liste des maladies et la stigmatisation qui l'associe à une maladie mentale.

### Citations
1. 1 2 3  Diario Oficial 1974, p. 1758.
2. 1 2 3 4 5 6 7 8 9 10 11 12 13 14 15 16 17  Jaque et Sánchez 2018.
3. 1 2 3 4 5  Giménez 2015.
4. ↑  González 2007, p. 1.
5. 1 2 3  González 2007, p. 2.
6. 1 2 3 4 5 6 7 8 9 10 11  Instituto Nacional de Derechos Humanos 2013.
7. 1 2 3 4  González 2007, p. 3.
8. ↑  García 2012.
9. ↑  González 2007, p. 3–4.
10. 1 2 3  Carvajal Edwards 2016, p. 109.
11. ↑  Carvajal Edwards 2016, p. 113.
12. ↑  Carvajal Edwards 2016, p. 114.
13. ↑  Carvajal Edwards 2016, p. 116.
14. 1 2 3 4  Carvajal Edwards 2016, p. 111.
15. ↑  Carvajal Edwards 2016, p. 110–111.
16. 1 2  Melo 2011.
17. ↑  González 2007, p. 7.
18. ↑  Carvajal Edwards 2016, p. 110.
19. ↑  Carvajal Edwards 2016, p. 108–109.
20. ↑  Carvajal Edwards 2016, p. 106–107.
21. ↑  Lemebel 2003, p. 153.
22. ↑  Carvajal Edwards 2016, p. 119.

### Sources
- (es) Fernanda Carvajal Edwards, « Sexopolítica en los inicios de la dictadura de Augusto Pinochet: el "cambio de sexo" de Marcia Alejandra en los discursos de la prensa » [« Sexual Politics at the Beginning of the Dictatorship of Augusto Pinochet: The "Sex Change" of Marcia Alejandra as Presented in the Press »], Instituto de Medicina Social, Centro Latinoamericano de Sexualidad Y Derechos Humanos, Rio de Janeiro, Brazil, no 24,‎ décembre 2016, p. 103–129 (ISSN 1984-6487, DOI 10.1590/1984-6487.sess.2016.24.05.a, lire en ligne, consulté le 24 mai 2019)
- (es) Eduardo García, « Candy Dubois, reina de la noche » [« Candy Dubois, Queen of the Night »], Universo Gay, Madrid, Spain,‎ 26 juillet 2012 (lire en ligne, consulté le 24 mai 2019)
- (es) Giménez, Inés, « Decolonizando la ciencia: historias del feminismo trans en el cono sur » [« Décolonisation de la science: récits de féminisme trans dans le Cône sud »], Pikara Magazine,‎ 18 novembre 2015 (ISSN 2341-4871, lire en ligne)
- (es) Juan Diego González, « Marcia Alejandra Torres, la Primera Transexual de Chile » [« Marcia Alejandra Torres, the First Transexual in Chile »] [archive du 8 août 2017], sur bibliotecadigital.indh.cl, Santiago, Chile, Instituto Nacional de Derechos Humanos, décembre 2007 (consulté le 25 mai 2019)
- (es) José Miguel Jaque et Javiera Sánchez, « La revolución de Marcia Alejandra » [« The revolution of Marcia Alejandra »], La Tercera, Santiago, Chile,‎ 13 avril 2018 (lire en ligne [archive du 24 avril 2019], consulté le 25 mai 2019)
- (es) Pedro Lemebel, Zanjón de la aguada, Santiago, Chile, Seix Barral, 2003, 1re éd., 298 p. (ISBN 956-247-311-2, lire en ligne [archive du 8 août 2017]), « Marcia Alejandra de Antofagasta (Para ella, exijo las llaves de la ciudad) [Marcia Alejandra from Antofagasta (For her, I demand the keys to the city)] », p. 152-156
- (es) Fabiola Melo, « Murió la primera transexual de Latinoamérica » [« The First Transsexual of Latin America Died »], La Nación, Santiago, Chile,‎ 10 janvier 2011 (lire en ligne [archive du 24 avril 2019], consulté le 25 mai 2019)
- (es) « Marcia Alejandra Torres » [archive du 15 mai 2019], sur defensoresydefensoras.indh.cl, Santiago, Chile, Instituto Nacional de Derechos Humanos, 2013 (consulté le 25 mai 2019)
- (es) « Solicitudes de cambio de nombres » [« Name change requests »], Diario Oficial de la República de Chile, Santiago, Chile,‎ 2 mai 1974, p. 1758 (lire en ligne [archive du 24 avril 2019], consulté le 24 mai 2019)